# Oportunní infekce

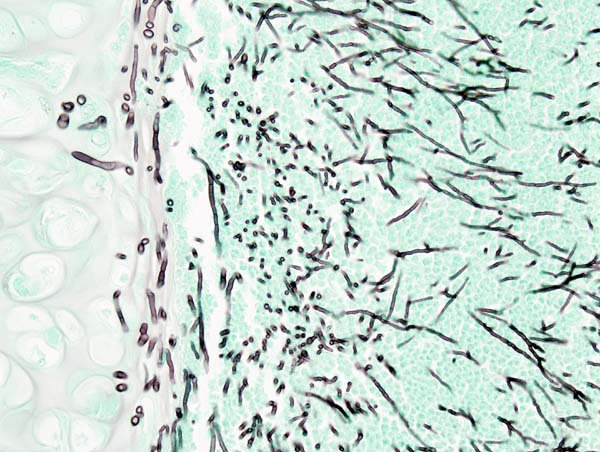
Příklad plicní aspergilózy

Oportunní infekce jsou infekce, které doprovázejí jiná primární onemocnění (zejména HIV/AIDS, imunosupresi, virové, bakteriální, či parazitární onemocnění). Jsou způsobovány "příležitostnými" parazity, kteří například nejsou za normálních podmínek patogenní, nebo by nezpůsobili závažná onemocnění, či "jen" raději napadají imunosupresivní jedince.

## Příklady
- aspergilóza – vyvolává Aspergillus
- hepatozoonóza - vyvolává Hepatozoon canis, H. felis
- toxoplasmóza - vyvolává Toxoplasma gondii
- giardióza - vyvolává Giardia intestinalis
- isosporóza - vyvolává rod Isospora